# Cmentarz Elsnerów w Toruniu
Cmentarz Elsnerów w Toruniu (oficjalnie: Cmentarz ewangelicki rodowy rodziny Elsner, również Cmentarz bielański, cmentarz rodowy na Bielanach) – nieczynny cmentarz ewangelicki na Bielanach w Toruniu, położony przy ul. św. Józefa 37-45. Jego powierzchnia wynosi 0,02 ha.

## Historia
Został on założony w 1811 roku, w wyniku likwidacji kościoła św. Jerzego w Toruniu. Po zburzeniu świątyni kilka rodzin toruńskich zdecydowało się na przeniesienie grobów bliskich osób na nowym cmentarzu, położonym z dala od miasta. Powstał on na obszarze folwarku bielańskiego w lesie sosnowym, ok. 80 metrów od drogi prowadzącej do folwarku. W nowe miejsce jako pierwsze przeniesiono groby Johanna Theodora Elsnera (zmarłego w 1803 roku) i Theodora Elsnera (zmarłego w 1807 roku). Do lat 70. XIX wieku pochowano łącznie 26 osób z rodziny Elsnerów. Ok. 1850 roku nowe pochówki wymagały zgody Magistratu. W 1866 roku Magistrat podjął decyzję o zamknięciu cmentarza. Pomimo decyzji w 1873 roku pochowano tu Laurę Elsner.
Cmentarz nigdy nie stał się własnością kościelną, choć znajdował się on na obszarze podlegającym ewangelickiej gminie św. Jerzego. Był to cmentarz prywatny dla rodziny Elsnerów, będących dzierżawcą Bielan oraz inicjatorem budowy cmentarza. Właścicielem gruntu pozostawało miasto, jednak obowiązek utrzymania spoczywał na rodzinie Elsnerów lub innym dzierżawcy Bielan.
W latach 80. XIX wieku rodzina Elsnerów odstąpiła większą część terenu leśnego w zamian za utrzymanie wydzielonej części cmentarza przez miasto. Pod koniec XIX wieku w pobliżu cmentarza wybudowano stację wodociągów miejskich. Po ukończeniu budowy stacji teren leśny przekształcono w park. Na jego obszarze znalazł się również cmentarz. W styczniu 1920 Joanna Elsner zwróciła się do niemieckiego Magistratu z prośbą o przyznanie jej rodzinie prawa własności do gruntu cmentarza. Umowa nie została zawarta w wyniku ustanowienia w mieście administracji polskiej, która negatywnie odniosła się do prośby. Po 1945 roku park wraz z cmentarzem przekształcono w teren rekreacyjny. W latach 90. uporządkowano teren. W 2005 roku Toruńskie Wodociągi podjęły inicjatywę odnowienia ogrodzenia i krzyża znajdującego się pierwotnie na cmentarzu.
Na pocz. lat 90. XIX wieku cmentarz zajmował powierzchnię ok. 1,5 ha, miał kształt zbliżony do kwadratu. Tylko niewielki fragment stanowił właściwy cmentarz. Pochówki były dokonywane w części oddzielonej od parku ceglanym murem.